# جيف لي (لاعب كرة قدم أمريكية)
جيف لي (بالإنجليزية: Jeff Lee)‏ هو لاعب كرة قدم أمريكية أمريكي، ولد في 23 مايو 1955 في راسين في الولايات المتحدة.